# Terre siliceuse de Neuburg
 (août 2021).
Si vous disposez d'ouvrages ou d'articles de référence ou si vous connaissez des sites web de qualité traitant du thème abordé ici, merci de compléter l'article en donnant les références utiles à sa vérifiabilité et en les liant à la section « Notes et références ».
 (mai 2021).
La mise en forme du texte ne suit pas les recommandations de Wikipédia : il faut le « wikifier ».
Les points d'amélioration suivants sont les cas les plus fréquents. Le détail des points à revoir est peut-être précisé sur la page de discussion.
- Les titres sont pré-formatés par le logiciel. Ils ne sont ni en capitales, ni en gras.
- Le texte ne doit pas être écrit en capitales (les noms de famille non plus), ni en gras, ni en italique, ni en « petit »…
- Le gras n'est utilisé que pour surligner le titre de l'article dans l'introduction, une seule fois.
- L'italique est rarement utilisé : mots en langue étrangère, titres d'œuvres, noms de bateaux, etc.
- Les citations ne sont pas en italique mais en corps de texte normal. Elles sont entourées par des guillemets français : « et ».
- Les listes à puces sont à éviter, des paragraphes rédigés étant largement préférés. Les tableaux sont à réserver à la présentation de données structurées (résultats, etc.).
- Les appels de note de bas de page (petits chiffres en exposant, introduits par l'outil «  Source ») sont à placer entre la fin de phrase et le point final[comme ça].
- Les liens internes (vers d'autres articles de Wikipédia) sont à choisir avec parcimonie. Créez des liens vers des articles approfondissant le sujet. Les termes génériques sans rapport avec le sujet sont à éviter, ainsi que les répétitions de liens vers un même terme.
- Les liens externes sont à placer uniquement dans une section « Liens externes », à la fin de l'article. Ces liens sont à choisir avec parcimonie suivant les règles définies. Si un lien sert de source à l'article, son insertion dans le texte est à faire par les notes de bas de page.
- La présentation des références doit suivre les conventions bibliographiques. Il est recommandé d'utiliser les modèles {{Ouvrage}}, {{Chapitre}}, {{Article}}, {{Lien web}} et/ou {{Bibliographie}}. Le mode d'édition visuel peut mettre en forme automatiquement les références.
- Insérer une infobox (cadre d'informations à droite) n'est pas obligatoire pour parachever la mise en page.

Pour une aide détaillée, merci de consulter Aide:Wikification.
Si vous pensez que ces points ont été résolus, vous pouvez retirer ce bandeau et améliorer la mise en forme d'un autre article.

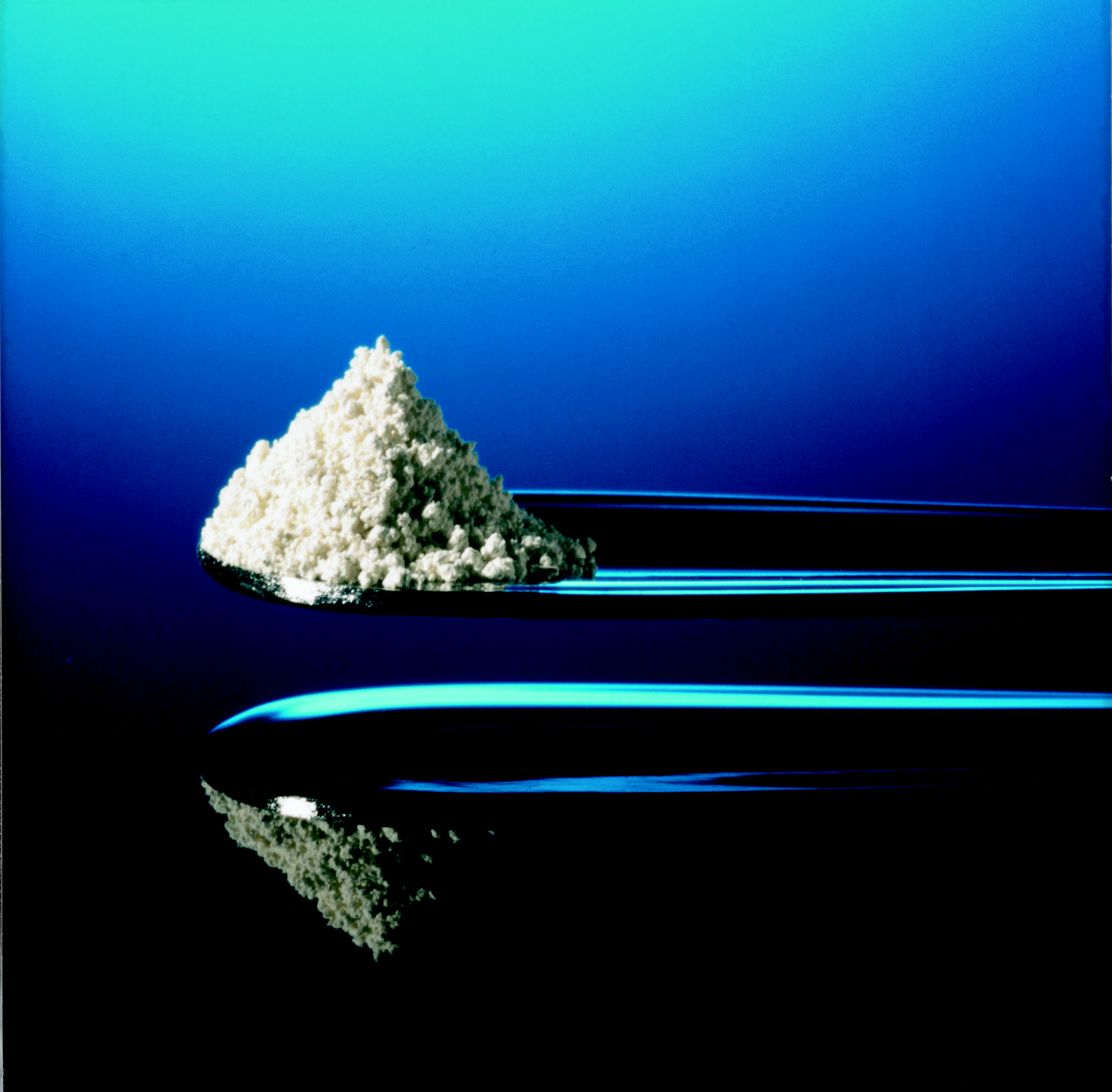

La Terre Siliceuse de Neuburg est un mélange naturel avec des fractions dominantes de particules de silice ultrafines et de 20 à 40 % en poids de kaolinite.
Les seuls gisements connus au monde ayant cette composition unique se trouvent près de Neubourg-sur-le-Danube, une ville d'Allemagne, située dans l'arrondissement de Neuburg. En raison de sa formation purement minérale, la terre siliceuse de Neubourg ne ressemble pas à la terre siliceuse communément connue ou à la Kieselgur, qui ont des origines biologiques et se sont développées à partir de diatomées. Il ne reste plus aujourd'hui qu'une seule entreprise minière qui exploite encore la terre siliceuse de Neubourg, c’est la Hoffmann Mineral GmbH installée à Neuburg-sur-le-Danube. Environ 55 000 tonnes de ce minéral purifié sont vendues chaque année. Cela nécessite l'extraction de 120 000 tonnes de terre siliceuse brute. Après une suspension délicate dans de l’eau douce, la fraction la plus fine de la terre siliceuse est séparée au moyen d'un hydrocyclone. La terre siliceuse de Neubourg est utilisée comme charge fonctionnelle de haute qualité ou comme agent de polissage dans de nombreuses applications industrielles. Grâce à sa pureté, elle peut également être utilisée comme complément alimentaire.

## Géologie
Il y a environ 93 à 98 millions d’années, la terre siliceuse de Neuburg s’est formée au cours de l'étape inférieure du Cénomanien du crétacé supérieur. Située dans une baie, dans la zone d’occurrence actuelle où les sédiments les plus fins ayant été déposés à partir des masses granitiques altérées du Haut-Palatinat septentrional. L’indice fossile est Inoceramus crippsi

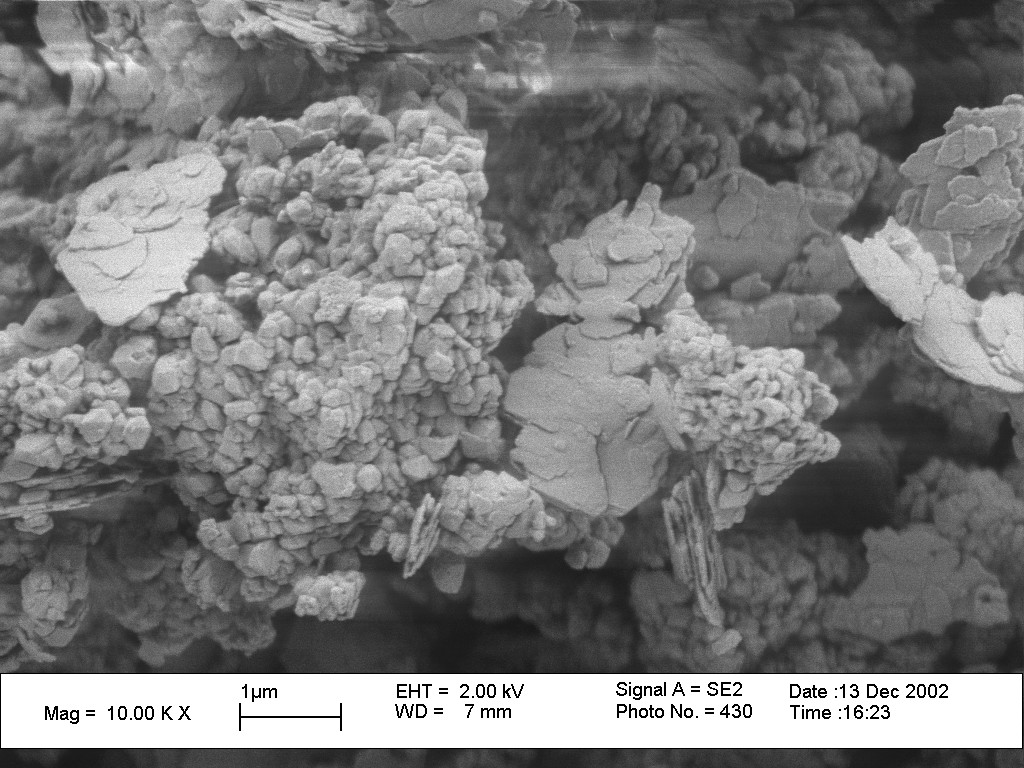

## Minéralogie
La terre siliceuse de Neubourg était probablement déjà formée comme un mélange de minéraux. Elle se compose essentiellement de très fines particules cryptocristallines (particules d'apparence amorphe, de moins d'un micromètre) et d'acide silicique amorphe avec un total de 60 à 80 % en poids, le reste étant constitué de kaolinite lamellaire floconneux. Contrairement aux hypothèses précédentes, la fraction d'acide silicique n'est pas composée de quartz, puisque les caractéristiques de base du quartz font défaut, mais plutôt d'une modification spéciale du SiO2. L’impact du Ries qui correspond à la frappe d’une météorite survenue il y a près de 15 millions d’années dans l’actuel sud de l’Allemagne, frappe qui a conduit à la formation du cratère du Nördlinger Ries pourrait avoir une influence sur cette composition.

## La localisation des gisements
Les strates de la terre siliceuse de Neubourg ont été déposées sur des sédiments calcaires datant de la période du Jurassique supérieur qui forment des canaux enfoncés sous forme d’entonnoir et des failles. Les gisements proches de la surface ont sans doute été découverts il y a longtemps déjà, car ils ne sont parfois recouverts que d'une fine couche de terre. Les gisements qui subsistent encore aujourd'hui se trouvent généralement sous de jeunes couches géologiques à une profondeur de cinq à vingt mètres. Dans le passé, l'exploration se faisait en prélevant des carottes à l'aide d'appareils manuels. Aujourd'hui, le forage mécanique produit en continu des déblais de forage broyés à un coût bien moindre. De plus ces nouvelles technologies de forage mécanique permettent de distinguer facilement la terre siliceuse du sol et du calcaire directement sur site et ce sans analyse particulière.

## Exploitation minière

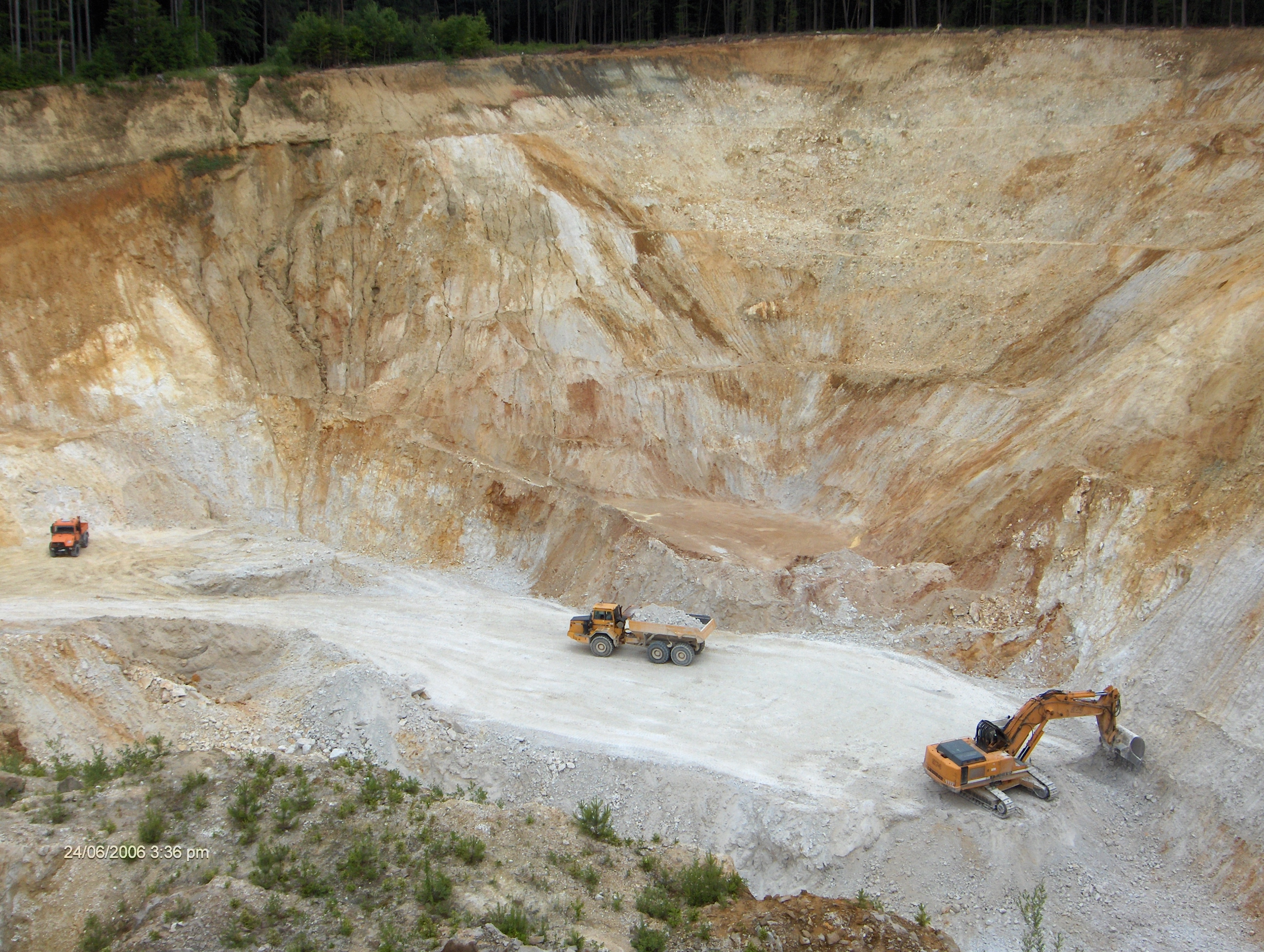

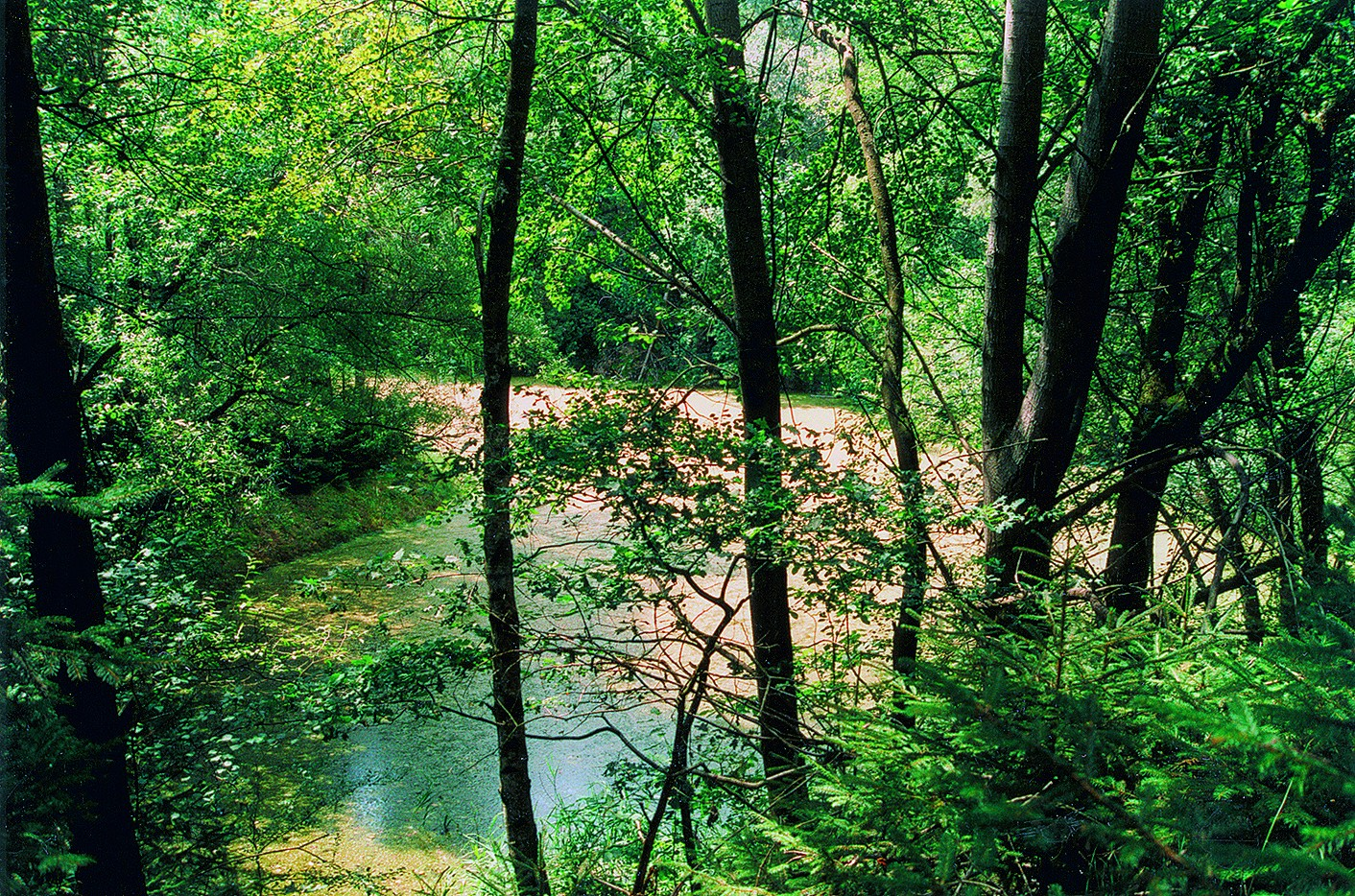

Les Romains utilisaient déjà la terre siliceuse de Neubourg pour les revêtements ignifuges des fours et pour les poteries. Ce n'est que vers 1830 que ce minéral a été à nouveau spécifiquement extrait. Les chimistes ont découvert la formule permettant de produire le pigment extrêmement coûteux qu'est le bleu outremer, pour lequel la terre siliceuse de Neubourg est une matière première naturelle très appropriée. Jusqu'au XIXe siècle, les gisements proches de la surface ont été exploités principalement dans des mines à ciel ouvert. À partir de la fin du XIXe siècle, les gisements de minéraux ont été de plus en plus exploités par des mines souterraines, car il était souvent plus facile de creuser à travers des couches de terre plus épaisses que de les enlever complètement. Cependant, lors de l'exploitation souterraine, une grande partie des gisements ne pouvait pas être utilisée, car les matériaux devaient rester intacts pour des raisons structurelles. C'est pourquoi les exploitations modernes et efficaces à ciel ouvert ont définitivement remplacé les exploitations souterraines avec la fermeture des derniers sites d'extraction exploités sous terre en 1979. Avec l'exploitation à ciel ouvert, les pelleteuses hydrauliques ne se contentent pas d'enlever rapidement les couches de couverture, elles disposent également d’énormes forces d'arrachage nécessaires pour extraire la matière première. Le dynamitage n'est que rarement nécessaire.

## Reboisement et restauration écologique
L'exploitation de la Terre siliceuse de Neubourg est une intrusion dans la nature, qui est compensée par le reboisement et la restauration écologique de l’environnement. Une fois que les opérations d'extraction dans un gisement cessent, les grands cratères sont remplis de matériaux d'excavation et de sable et d’autres roches qui ont été séparées lors de la purification. Pour assurer la croissance des forêts ou à des fins de culture agricole, des couches d'humus sont étalées en dernier lieu sur le dessus. En outre, des zones humides de grande valeur écologique sont régulièrement créées au cours des opérations minières. De tels biotopes sont également préservés de manière spécifique après la fin des opérations minières. Ils offrent un habitat et des zones de reproduction à des espèces menacées telles que le sonneur à ventre jaune (Bombina variegata), la rainette verte (Hyla arborea), le lissotriton vulgaris (Triturus vulgaris), le triton alpestre (Triturus alpestris) et le triton huppé (Trituruscristatus).

## Purification
Tout d'abord, la matière première est mise en suspension dans beaucoup d'eau douce. La fraction la plus fine utilisable est extraite par des procédés de séparation physique successifs consistant en plusieurs étapes de centrifugation dans des hydrocyclones. Ensuite, l'eau en excès est à nouveau séparée et éliminée, et enfin, la matière minérale est concentrée sur des filtres sous forme de gâteaux humides est séchée progressivement dans un séchoir à turbine fonctionnant au gaz naturel. La qualité finale sous forme d’une poudre est ainsi obtenue.

## Utilisations

### Bleu outremer
La première utilisation à l'époque moderne a eu lieu vers 1830, car le bleu outremer était de préférence produit en Allemagne à partir de la terre siliceuse de Neubourg. Avant cela, on utilisait des pierres semi-précieuses très chères (lapis-lazuli) pour ce type de production. Cette découverte révolutionnaire de la méthode de production simple du pigment bleu marine dans le flux de fusion du silicate alumineux, du soufre et d'autres ingrédients, a entraîné un essor rapide de la terre siliceuse de Neubourg. En effet, sa composition pratiquement idéale et sa grande finesse en faisait la matière première parfaite. Bien que cette utilisation ait été très importante dans le passé, elle ne joue plus aucun rôle aujourd'hui.

### Polissage
Encore largement utilisées aujourd'hui comme abrasif dans les produits de polissage et les nettoyants ménagers, ces applications bénéficient d'une longue tradition depuis la seconde moitié du XIXe siècle. Les produits de polissage acétiques sont très faciles à produire grâce à la résistance aux acides de la terre siliceuse de Neubourg et aussi à ses bonnes propriétés de polissage naturel.

### Charges

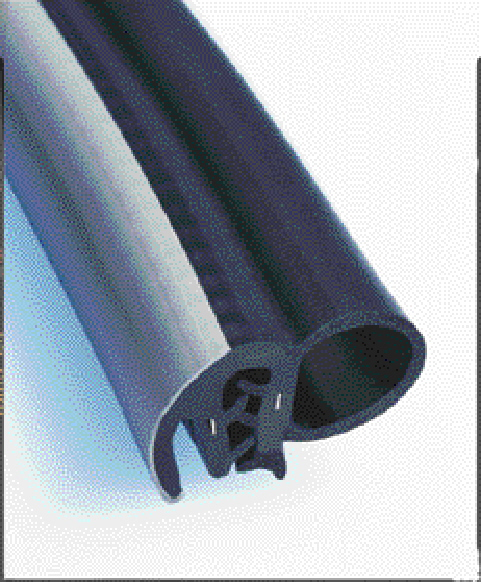

La terre siliceuse de Neubourg est principalement utilisée aujourd'hui comme charge pour les polymères. Cette application est devenue populaire dans les années 1920 avec l'introduction généralisée des produits en caoutchouc. Cette charge minérale se distingue notamment par sa bonne miscibilité et sa petite taille de grain. Les flexibles pour le secteur de l’automobiles et les revêtements de sol et de toit pour le secteur de la construction contiennent des fractions élevées de cette charge.

### Complément alimentaire
Dans l'industrie de la peinture et des revêtements, la peinture électrophorétique et les revêtements anticorrosion sont des domaines d'application importants pour la Terre Siliceuse de Neubourg. Grâce à sa pureté, la terre siliceuse de Neubourg peut également être utilisée dans des matériaux destinés au secteur alimentaire.

## Littérature
Schönrock, Dirk: Neuburger Kieselerde. Gewinnung, Veredelung, Anwendungen als funktioneller Füllstof.f Die Bibliothek der Technik, Vol. 308, Süddeutscher Verlag onpact, Munich 2008,  (ISBN 978-3-937889-77-1)